# The Banksia Atlas
The Banksia Atlas (el Atlas de las Banksias en español) es un libro australiano que documenta las especies, hábitats, gama y taxonomía de las especies Banksias. Fue publicado por primera vez en 1988, y fue el resultado de más de 400 investigaciones de aficionados y científicos de la botánica. Más tarde el libro fue editado por Anne Taylor y Stephen Hopper, esta nueva edición fue publicada por el Servicio de Publicaciones del Gobierno de Australia.

## Descripción
El proyecto de The Banksia Atlas se inspira en el libro Atlas de Aves Australianas, un proyecto científico que contó con más de 1000 personas investigando acerca de las aves australianas. Si bien el proyecto Atlas estaba en marcha, el Dr. Stephen Hopper se interesó en establecer proyectos similares para el mapeo de la flora australiana. Entre 1979 y 1983, Hopper realizó dos proyectos pilotos, probando el uso de voluntarios y mapas informatizados para el registro de avistamientos de flores y diversas orquídeas de Australia Occidental. En 1983 fue comprado por el Estudio Australiano de Recursos Biológicos (ABR), que había querido poner a prueba un estudio de distribución a nivel nacional de un género sobre plantas significativas. El género Banksia fue catalogado como una especie de alto perfil, por lo que se dio luz verde al proyecto sobre el Atlas de Banksias.

## Resultado
Como resultado del proyecto del Atlas, dos nuevas especies de Banksias (la Banksia epica y la Banksia oligantha fueron descubiertas en el occidente de Australia, además de que un año después se encontraron subespecies de la B. oblongifolia (como un helecho de hojas Banksia), juntó a otras especies cómo la Banksia occidentalis o la Banksia seminuda que fueron reconocidas, y una variedad de la Banksia serrata, llamada la Banksia «Superman» fue registrada. Un número de híbridos fueron expuestos por primera vez al mundo, aunque especies como la Banksia chamaephyton fueron eliminadas de la sección de especies raras.